# Tin Hrvoj
Tin Hrvoj (Zagabria, 6 giugno 2001) è un calciatore croato, difensore dell'Auda Ķekava.

## Carriera

### Club
Cresciuto nelle giovanili della squadra croata della Dinamo Zagabria.